# Хуан Чао
Хуан Чао (кит. трад. 黃巢, спр. 黄巢, піньїнь: Huáng Cháo; пом. 884) — один з ватажків антивладного повстання в Китаї 874—884 рр. Згідно із думкою сучасної китаїстики — один із ватажків, так званої, «сольової мафії» в Китаї. Згідно з джерелами гарно володів мечем, влучно стріляв з лука, мав не дуже приємну зовнішність. Був досить освіченим, гарно писав, читав та рахував.

## Ранні роки
Точна дата його народження не відома, проте в одному з джерел роком народження називають 860. Проте це не достовірна інформація, оскільки в цьому ж джерелі вказано, що мати виношувала його 14 місяців, а не 9. Також вказують на те, що перші 7 днів його виховували птахи. Місцем народження вважається округа Цаочжоу (Район сучасної провінції Шаньдунь). Існує думка, що він народився у 835 році. Його батько був контрабандистом, продавав сіль. Швидше за все, саме через це він мав кошти на освіту сина. Із самого дитинства проявляв інтерес до навчання, досить швидко навчився писати та читати. Згодом здавав іспити на посаду державного чиновника — цзіньши. Але його не зарахували, причини достовірно невідомі. Народні перекази розповідають, що він був не красивим і саме через це його не могли взяти на посаду високопоставленого чиновника. Історичні документи ж стверджують, що він провалив іспити або його посаду хабарницьким методом «купив» хтось інший. Так чи інакше, але державним службовцем він не став, і саме це призвело до того, що він почав займатися справою батька. Хуан Чао став досить відомим у нелегальних колах, імовірно, разом із іншими контрабандистами готував повстання проти влади. Сучасні дослідники саме так пояснюють подальший успіх цього повстання, тому що воно тривало значний час і його учасників нараховувалося понад 1 мільйон. Для організації такої армії потрібно мати значні ресурси, а мати такі величезні кошти для фінансування десятків тисяч ополченців на самому початку повстання, могла лише «сольова мафія».

## Початок повстання

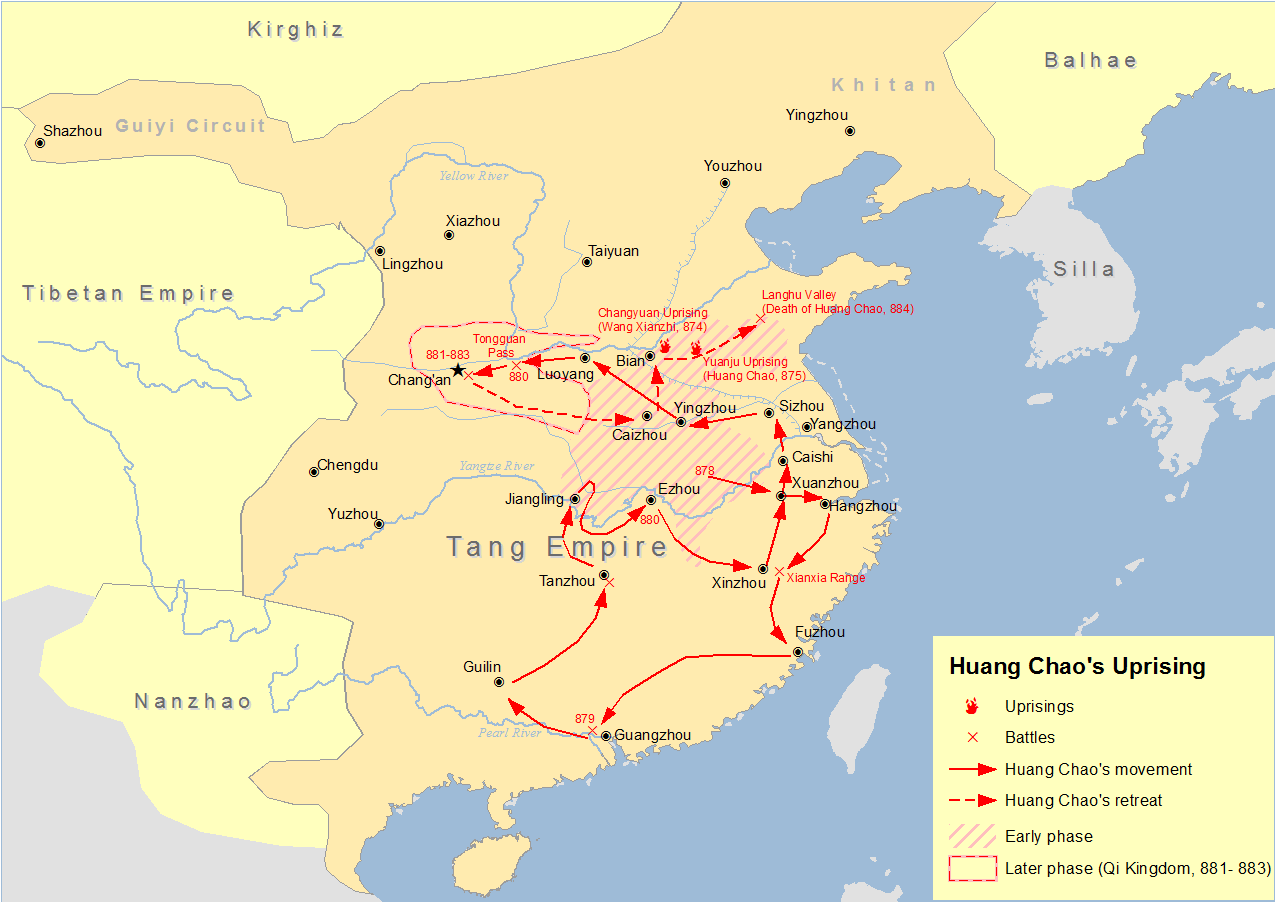
Карта повстання

Антивладні повстання були викликані жорсткою політикою чиновників та імператора. Країна постраждала від повені, що знищила майже весь врожай, проте від людей вимагали такий же розмір податку, як і в попередні роки. Зрозуміло, що більшість не могла сплачувати таку кількість продовольства, як вимагалося. Через це значна маса людей тікала зі своїх провінцій, переселялася в інші округи та зрештою приєднувалася до вже існуючих бандитських формувань або створювала нові. Уже з 860-х років з'явилися перші епіцентри повстань: Хунань, Хубей, Шаньдунь, Цзянсу. Звісно не завжди повставали лише селяни. У 863 році солдати на півдні країни почали самовільно тікати з гарнізонів до власних будинків. З часом це ставало все більш масовим явищем, із яким боролися методом жорстоких покарань та репресій. У 868 році в Гуй-чжоу 500 солдат на чолі з Пан-Сюнем виступили проти свого керівництва та почали рухатися на північ, додому. По дорозі вони зустрічали багато людей, що приєднувалися до них. Їхній загін розрісся до 20 тисяч вояків. Згодом їхня чисельність збільшилася до 200 тисяч. У 869 році їх розгромили, проте по всій країні антивладні настрої продовжували поширюватися. До початку повстання Ван Сяньчжи 874 року ситуація стала ще гіршою: влада посилила тиск на селян, кількість невдоволених зросла в декілька разів. Цим і скористалася «соляна мафія». Досі невідомо чому Хуан Чао приєднався до повстання лише через рік. Існує думка, що Ван Сяньчжи мав більший авторитет і тому за ним спершу пішло більше людей, а Хуан Чао на той час ще не мав таких значних сил, що про них би згадували історики того часу. Також однією з версій називають те, що Ван Сяньчжи мав конкретну програму (знищення нечесного чиновництва, боротьба з корупцією, захист інтересів селянства), а Хуан Чао не мав чіткої мети. Але вже через короткий період часу він керував загоном у декілька десятків тисяч чоловік. У цій нелегкій справі йому допомагали 8 його найближчих друзів-сподвижників. До 876 року армія Ван Сяньчжи та Хуан Чао нараховувала близько 100 тисяч людей, їхні загони діяли в межах 5 провінцій та здійснювали небезпечні рейди в околиці Лояну — тогочасної столиці. Влада почала бити на сполох і Ван Сяньчжи отримав спокусливу пропозицію, отримати військове офіцерське звання, а всіх його повстанців зарахувати на державну військову службу. Спершу він був прихильний до цієї пропозиції і саме через це він посварився з Хуан Чао. Пропозицію імператора не прийняли, але все одно повстанці розділилися на два табори: одні пішли із Ван Сяньчжи на північ, а решта із Хуан Чао рушили на північний схід. Від цього моменту Хуан Чао не проводив якихось визначних військових дій, швидше за все, він очікував примирення із Ван Сяньчжи. Який у свою чергу проводив агресивну політику: у березні 878 року на чолі 50-ти тисячної армії намагався захопити Лоян, але зазнав поразки і був взятий у полон, згодом страчений. З цього часу Хуан Чао став єдиним ватажком повстання.

## Єдиний ватажок повстання
Залишки війська Ван Сяньчжи приєдналися до загонів Хуан Чао. Усі прихильники повстання приходили тепер лише до нього, через це чисельність його армії досить швидко зростала. Один із його сподвижників Шан Жан привселюдно проголошує Хуан Чао — Хуан ваном (правителем Хуаном). Через це, згодом він отримав ще один «титул» — Чун Тянь да цзянцзеюнь (Великий полководець, що штурмує небо). Дослідники вважають, що саме з цього моменту Хуан Чао починає свій рух до імператорського престолу. Приблизно тоді ж з'являються перші спроби створювати нові органи влади на підконтрольних територіях та дисциплінувати армію, але вони не увінчалися успіхом. У 879 році після перегрупування своїх військ Хуан Чао вирушає на південь, до території сучасних провінцій Чжецзян, Фуцзянь и Гуандун. Усі гарнізони імператорської армії, що траплялися на дорозі повстанцям, були знищені. Багато солдат повставали проти своїх офіцерів і переходили на сторону Хуан Чао. Восени 879 року після жорстокого штурму повстанці захопили Гуанчжоу. Ватажок повстання надав собі ще один титул — «Великий полководець Піднебесної». У місті на той час було багато іноземних купців, які вороже поставилися до військ Хуан Чао. Це викликало багато конфліктів, що переросли в розбої та грабежі. Велика кількість арабських, перських та єврейських торговців постраждали від цього. На той час армія повстанців нараховувала півмільйона чоловік. Проте згодом почалася епідемія малярії, яка винищила майже 40 % війська. Через це Хуан Чао зазнав поразки у битві під Саньяном в провінції Хубей. Повстанці відступили за Янцзи, для того аби відновити сили. У листопаді 880 року на чолі 300-тисячної армії Хуан Чао без бою захоплює столицю Лоян. Імператор зі своїми військами евакуювався до Чан-аню за кілька днів до цього. Такий крок був зумовлений тим, що полководці імператорської армії не очікували, що повстанці за такий короткий період часу відновлять свої сили, і саме тому на оборону столиці залишили лише кілька тисячне військо. Жителі Лояну зустріли Хуан Чао з дарунками, навіть намісник вийшов привітати його та передати йому владу. Після взяття міста повстанці розпочали репресії проти чиновників та імператорських друзів і родичів. Майно багатіїв роздавали біднякам. Нижчу та середню ланку чиновництва залишили живими, але в обмін на майно. Через два місяці Хуан Чао із військом вирушає на Чан-ань. Оборонці фортеці Тунгуань, що мала затримати його та не дати пройти до нової столиці, здалися без бою. 10 січня 881 року повстанці захоплюють Чан-ань. Імператор втік до Сян'янь, а потім до Сичуаня. У захопленому місті розпочалися розбої та мародерство. Чиновників вирізали, їхні будинки палили, жінок ґвалтували. Хуан Чао проголосив себе імператором нової династії Та Ци (Велика Ци). Своїм гаслом він обрав вислів «золоте правління». Після цього нових військових походів він не здійснював, не намагався захопити Сичуань та остаточно утвердитися на троні. Вважається, що так сталося через те, що він не мав остаточної програми. Його друзі отримували посади міністрів та коштовні подарунки, накопичували багатство, оскільки вважали, що Танська династія не зможе відвоювати Чан-ань.

## Контрнаступ імператора, крах повстання
Проте імператор династії Тан звернувся за допомогою до тангутів і запросив їхнього полководця Тобу Сигуна до себе на службу, задля боротьби з Хуан Чао. Також до нього приєдналися племена тюрків-шато під командуванням Лі Кеюна. Імператорська армія взяла Чан-ань в облогу. Якраз у цей момент військо повстанців було роздроблене, оскільки майже 60 % повстанців покинули Хуан Чао, коли той проголосив себе імператором Разом із ним залишилися лише найвідданіші та ті, хто хотів наживитися мародерством. Самі повстанці мали часті сутички між собою, оскільки ватажки тих чи інших загонів постійно сперечалися за посади та здобич. Саме через це, наприкінці літа 881 року повстанців вибили із Чан-ань. Проте вони перегрупувалися і вже через день відвоювали місто назад. Усіх, хто допомагав армії династії Тан убили. З цього часу починають погіршуватися стосунки між повстанцями та міщанами, оскільки перші тепер не довіряли нікому. Ситуацію погіршило також те, що в жовтні 882 року один із друзів Хуан Чао — Чжу Вень зрадив його та перейшов до Лі Кеюна. Вважається, що причиною такого вчинку були домагання Хуан Чао до дружини Чжу Веня. Разом з тим, зв'язок із іншими провінціями, що контролювалися повстанцями, зник, повстанцям не було звідки чекати підкріплень. У травні 883 року війська імператора Великої Ци були змушені покинути Чан-ань та рушити на південний-схід. Війська Лі Кеюна ввійшли в Чан-ань і розграбували його. Через це його назвали «однооким драконом», а його вершників прозвали «чорними воронами». Війська повстанців поповнювалися новобранцями, проте моральний стан війська був жахливий. Вони перемогли війська династії Тан ще кілька разів, проте це не врятувало їх. У травні-червні Тоба Сигун та Лі Кеюн розбили загони двох найближчих людей Хуан Чао — Шан Жана (друг) та Хуан Е (молодший брат), а їх самих стратили. Після цього повстанці не мали жодного шансу на перемогу.

## Смерть
Хуан Чао із невеличким загоном відступив до Шаньдуна. У червні 884 року його знайшли каральні патрулі Лі Кеюна. Аби не датися ворогам, перший і останній імператор Великої Ци покінчив життя самогубством: відрізав собі голову. Також є версія, що він утік до буддистського монастиря і там залишився на все життя.